# Ghetto Kielce

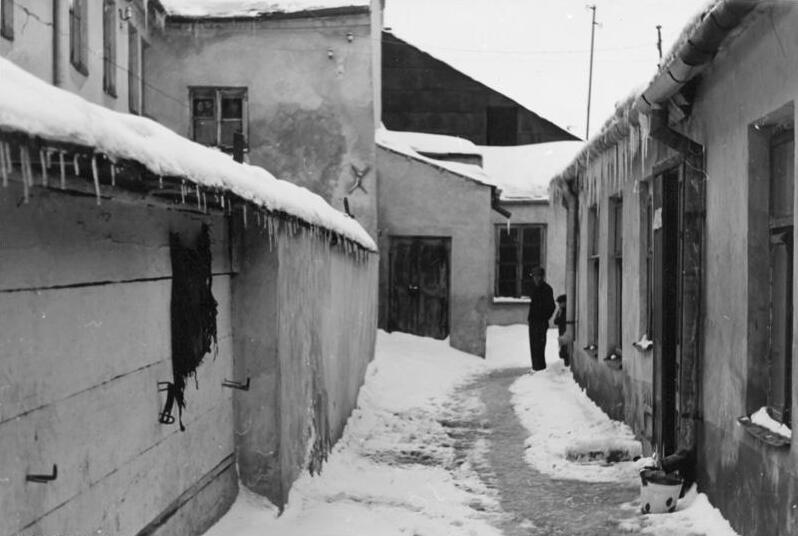
Ghetto Kielce (1939/1940)

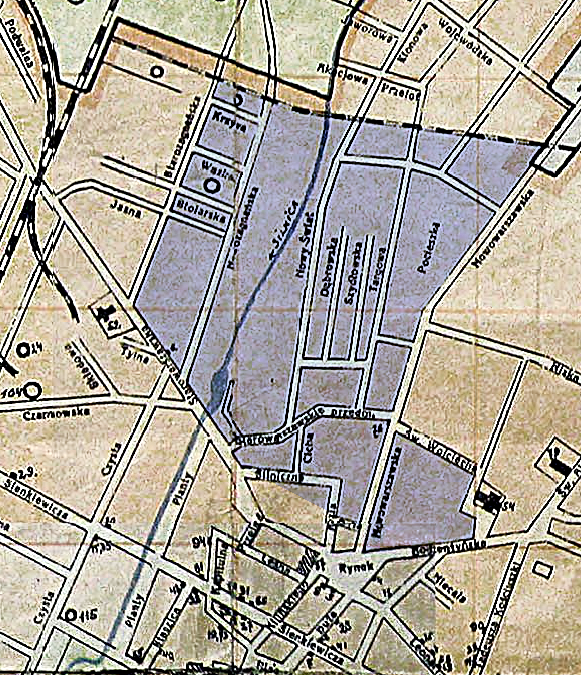
Karte des Ghettos

Der von den Nationalsozialisten eingerichtete Jüdische Wohnbezirk, oft auch Ghetto Kielce, war ein während der deutschen Besetzung Polens eingerichtetes Sammellager in Kielce. Die Sammellager/Ghettos zur Zeit des Nationalsozialismus waren Teil des Systems der Konzentrationslager. Kielce wurde am 4. September 1939 von der Wehrmacht besetzt. 24.000 Personen in Kielce, also etwa ein Drittel der Bevölkerung, waren schon vor der Besetzung jüdischen Glaubens.
Der Jüdische Wohnbezirk wurde am 31. März 1941 errichtet und bestand aus zwei Teilen: dem Großes Ghetto genannten Teil innerhalb der Straßen Orla, Piotrkowska, Nowowarszawska, Pocieszki und Radomska, und dem kleineren Teil zwischen dem St.-Wojciech-Platz, der Bodzentyńska- und Radomska-Straße. Zu den dort bereits 27.000 internierten Juden kamen weitere 1.004 Juden hinzu, die aus Wien-Aspangbahn Bf. am 19. Februar 1941 deportiert worden waren.
Im August 1944 wurde der Jüdische Wohnbezirk, das Ghetto, geschlossen und die Gefangenen ins Konzentrationslager Auschwitz, nach Częstochowa (HASAG-Werke) und in das KZ Buchenwald weiter deportiert.